# A fekete-tengeri orosz kikötők török lövetése
A fekete-tengeri orosz kikötők török hajók általi lövetésére az első világháború elején, 1914. október 29-én került sor német támogatással és ezen események révén sodródott bele a háborúba az Oszmán Birodalom.
A rajtaütésszerű támadások ötletét Enver pasa török hadügyminiszter és Wilhelm Souchon tengernagy, a török flotta német főparancsnoka vetette fel. A német vezetés bízott abban, hogy a törökök be fognak lépni az oldalukon a háborúba, de az isztambuli kormányzat hezitált megtenni ezt. A németbarát Enver pasa a német nagykövettel azon ügyködött, hogy az országot beléptessék a háborúba. Miután a kormányzaton belül nem sikerült teljes támogatást szerezniük, Enver pasa úgy döntött, hogy konfliktust fog gerjeszteni Oroszországgal. A török haditengerészeti miniszterrel és Souchon tengernaggyal megszervezte, hogy a török flotta a két megvett hadihajóval együtt – az előzetes tiltások ellenére – október 29-én kihajózzon a Fekete-tengerre hadgyakorlatozás címén, a feladatuk azonban az volt, hogy orosz hadihajókat tűznyitásra kényszerítsék, majd emiatt háborús provokációval vádolják meg őket. Ehelyett azonban Souchon még tovább menve az orosz partokhoz hajózott és orosz kikötőket lövetett. Az okozott károk nem voltak jelentősek, de a nyílt agresszió nagy felháborodást keltett Oroszországban.
Enver pasa megakadályozta, hogy a háborúellenes tisztviselők elnézést kérjenek az oroszoktól az incidensért, ami után Oroszország 1914. november 2-án hadat üzent az Oszmán Birodalomnak. Nagy-Britannia és Franciaország három nappal később szintén így tettek. A törökök hivatalosan csak november 11-én üzentek hadat Nagy-Britanniának és Franciaországnak.

## Előzmények

### A német-török szövetség
Az első világháború kitörése előtti hónapokban az Oszmán Birodalom arra törekedett, hogy egy nagyhatalommal szövetségre tudjon lépni. A németbarát török hadügyminiszter, Enver pasa július 22-én felvetette Hans von Wangenheim bárónak, az isztambuli német nagykövetnek a két ország szövetségkötésének ötletét, de azt a német diplomata visszautasította. II. Vilmos császár két nappal később felülbírálta Wangenheim döntését és a szövetségkötés török tervezetét július 28-án – a Szerbiának küldött osztrák-magyar hadüzenet napján – átadták Berlinnek. A júliusi válság végén úgy tűnt, hogy Németország kétfrontos háborúra kényszerül Franciaországgal és Oroszországgal és mivel a németek vonakodtak további jelentős katonai lekötöttségektől, Theobald von Bethmann-Hollweg kancellár csak azzal a kitétellel adott felhatalmazást Wangenheimnak a szerződés aláírására, ha az Oszmán Birodalom a nevéhez méltó módon lép fel Oroszország ellen. Augusztus 1-én Enver pasa felajánlotta az Angliában épült új Sultân Osmân-ı Evvel csatahajót a német védnökségért cserébe. Ez átgondolt taktikai lépés volt a részéről, mivel a Németország elleni háborúra készülő Nagy-Britannia ekkorra már rekvirálta a csatahajót a Reşadiye csatahajóval együtt, de Wangenheim és a török kormányzat nagy része még nem tudott erről. Enver pasa a rekvirálással valószínűleg tisztában volt, mivel a csatahajó egy idegen nemzetnek való átadása nagy felháborodást keltett volna a nép körében és a kormányzaton belül is. Wangenheim nagykövet a szerződést a következő napon aláírta, létrehozva így a titkos török-német szövetséget.
Azonban az egyezmény nem vitte bele automatikusan a háborúba Törökországot mint ahogy a németek azt remélték. Az egyezmény szövege Németországot kötelezte az Oszmán Birodalom területét ért minden agresszióval való szembeszegülésre – különös tekintettel az Orosz Birodalom részéről – viszont az Oszmán Birodalomnak csak olyan feltételekkel kellett hadba lépnie Németország oldalán, mint Ausztria-Magyarországnak a hármas szövetség rendelkezései szerint (defenzív háború esetén). Mivel Németország pár nappal korábban üzent hadat Oroszországnak, mint Ausztria-Magyarország, az Oszmán Birodalom nem volt kötelezve a háborúba való belépésre. Szaid Halim pasa, a török nagyvezér és Mehmet Dzsavit bej pénzügyminiszter ellenezték a hadbalépést és a szövetségre úgy tekintettek, mint egy passzív egyezségre. Más török kormányzati tisztviselők hezitáltak belépni egy fegyveres konfliktusba a török szempontból katasztrofális első Balkán-háborút követően, különösen tartva attól, hogy a balkáni államok megtámadnák Törökországot amennyiben az hadviselőként lépne fel.

### A német Földközi-tengeri Divízió hajóinak Törökországba érkezése

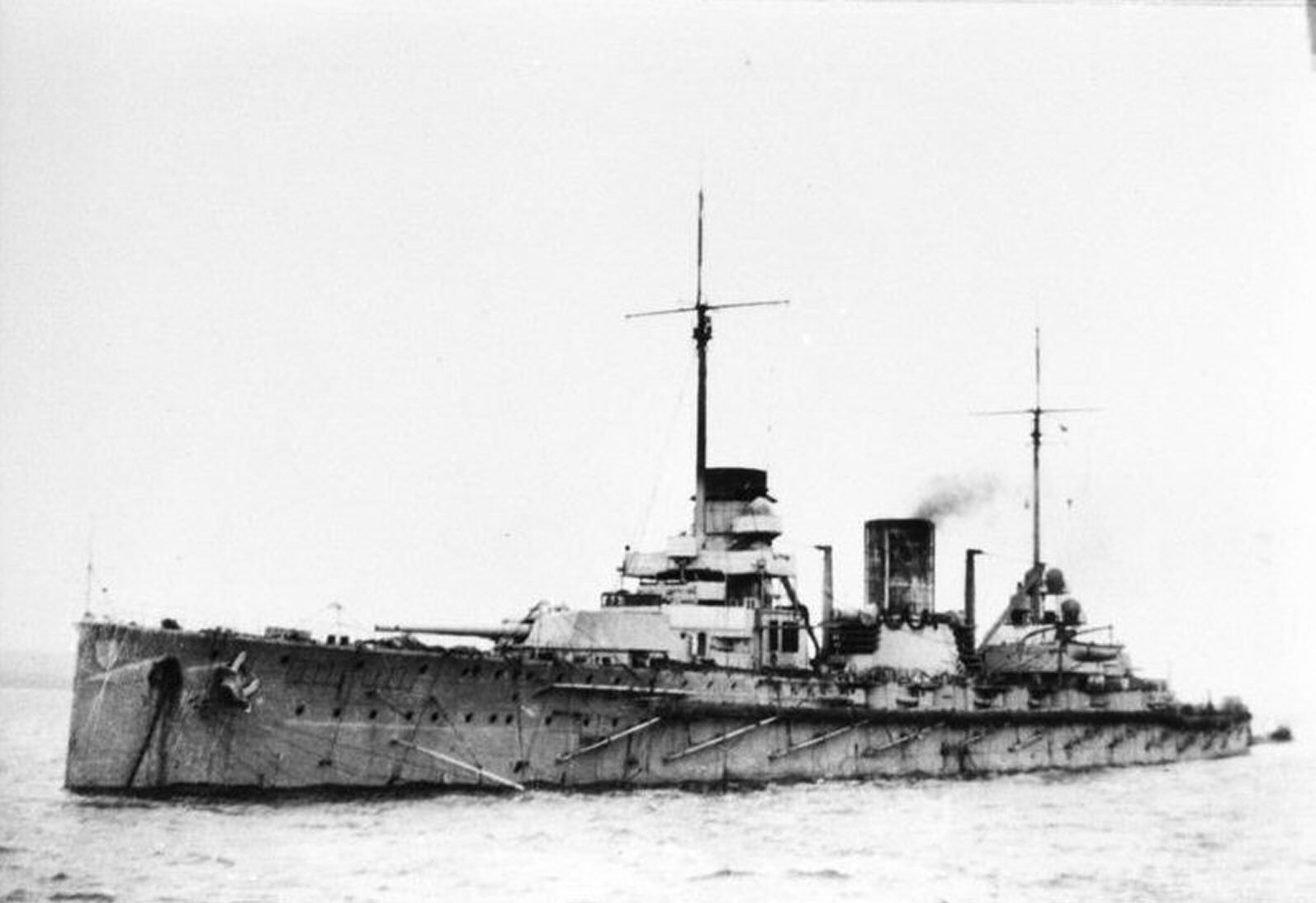
A Goeben csatacirkáló

Eközben, augusztus 3-án a Földközi-tengeren az algériai kikötők ellen támadást kivitelezni tervező Goeben német csatacirkáló és a Breslau könnyűcirkáló utasítást kapott, hogy hajózzon a Dardanellákhoz. Souchon tengernagy két hadihajójának szabad áthaladásáról a németek és Enver pasa már augusztus 1-én megállapodott. Amíg Philippeville és Bône lövetéséről visszatérőben Messina kikötőjében vételezett szenet, Souchon táviratot kapott, melyben visszavonták (pontosabban felfüggesztették)  a török vizekre való utazásra felszólító parancsot. Erre azért került sor, mert több török tisztviselő is értesült Enver pasa tervéről és ellenezték azt. E fejlemények ellenére Souchon folytatta az útját a török vizekre, mivel a csatacirkálója kazánjai nem tették volna számára kivitelezhetővé a Németországba való visszatérést, a Monarchia kikötőinek felkeresése viszont a hajóinak az Adriai-tengerre való bezárását jelentette volna a háború hátralévő részére.
Souchon előbb az Adriai-tengerre való behajózást színlelte és ebben az osztrák-magyar flotta is a segítségére volt azzal, hogy egy erős kötelékkel kihajózott Pólából azt a benyomást keltve, mintha egyesülni akarna Souchon hajórajával. Amint Souchon elérte a görög vizeket, Anton Haus tengernagy visszafordult az osztrák-magyar flottával. A németek amellett voltak, hogy Haus kövesse a flottája egy részével Souchont Isztambulba, hogy a Fekete-tengeren együtt léphessenek fel az oroszokkal szemben, de az osztrák tengernagy úgy ítélte meg, hogy a török főváros nem szolgálhatna megfelelő bázisként a hadműveleteknek és nem akarta őrizetlenül hagyni a Monarchia tengerpartjait sem. Souchon közben a Dardanellák felé tartott úgy, hogy a törökök még mindig nem engedélyezték a vizeikre való belépését. Augusztus 8-án Souchon úgy döntött, hogy erélyesen lép fel és a külön úton haladó ellátóhajóját Szmürnába küldte, hogy onnan Isztambulba táviratozva üzenje meg a német haditengerészeti attasénak, hogy azonnal át kell haladnia a Dardanellákon és készen áll az oda való behajózásra akár „formális hozzájárulás nélkül” is. Souchon végül augusztus 10-én reggel kapta meg az engedélyt az áthaladásra.
Az ezt megelőző nap a török kormányzat felajánlotta a Wangenheimnek a német hajók fiktív megvásárlásának ötletét, hogy azok jelenléte nem sértse a török semlegességet. Másnap a német kancellár táviratot küldött Wangenheimnek, melyben elutasították a török felvetést és az azonnali belépésüket kérték a háborúba. Erre reagálva a nagyvezír felrótta Wangenheimnek a német hajók idő előtti érkezését és megismételte a fiktív adásvételi szerződés megkötésének szükségességét. A török kormányzat ezt követően egyoldalúan bejelentette, hogy 80 millió márkáért megvásárolta a két hajót. Augusztus 14-én Wangenheim báró a német kormányzatnak azt tanácsolta, hogy a legjobb választás az adásvételhez való hozzájárulás, máskülönben kiváltják a törökök haragját.
A török nyomásnak engedve a németek végül hozzájárultak a hajóik formális átadásának és augusztus 16-án betagozták őket az Oszmán Birodalom haditengerészetébe, míg a legénységük új egyenruhát kapott és formálisan besorozták. A britek tévesen úgy vélték, hogy ezzel a lépéssel az elkobzott csatahajók elvesztését igyekeztek kiegyensúlyozni a törökök. A törökök tartottak az antanttól, mivel úgy vélték, hogy amennyiben megnyerik a háborút, úgy az Oszmán Birodalom felosztására fognak törekedni, míg Németországnak és Ausztria-Magyarországnak nem lesznek ilyen szándékai. Amint a britek számára ez ismertté vált, az Oszmán Birodalom németek oldalán való háborúba lépésétől tartottak.
A Németország elleni orosz offenzíva augusztus végi sikertelensége után az oroszok törökök elleni fellépése valószínűtlennek tűnt, eközben a török diplomácia semlegességi egyezményeket kötött Görögországgal és Romániával, míg Bulgária németbarát politikát folytatott. Ez a helyzet oldotta a törökök számára a Balkán jelentette fenyegetést. Enver pasa defenzív politikája ezután offenzívbe fordult át.

## Közvetlen előzmények

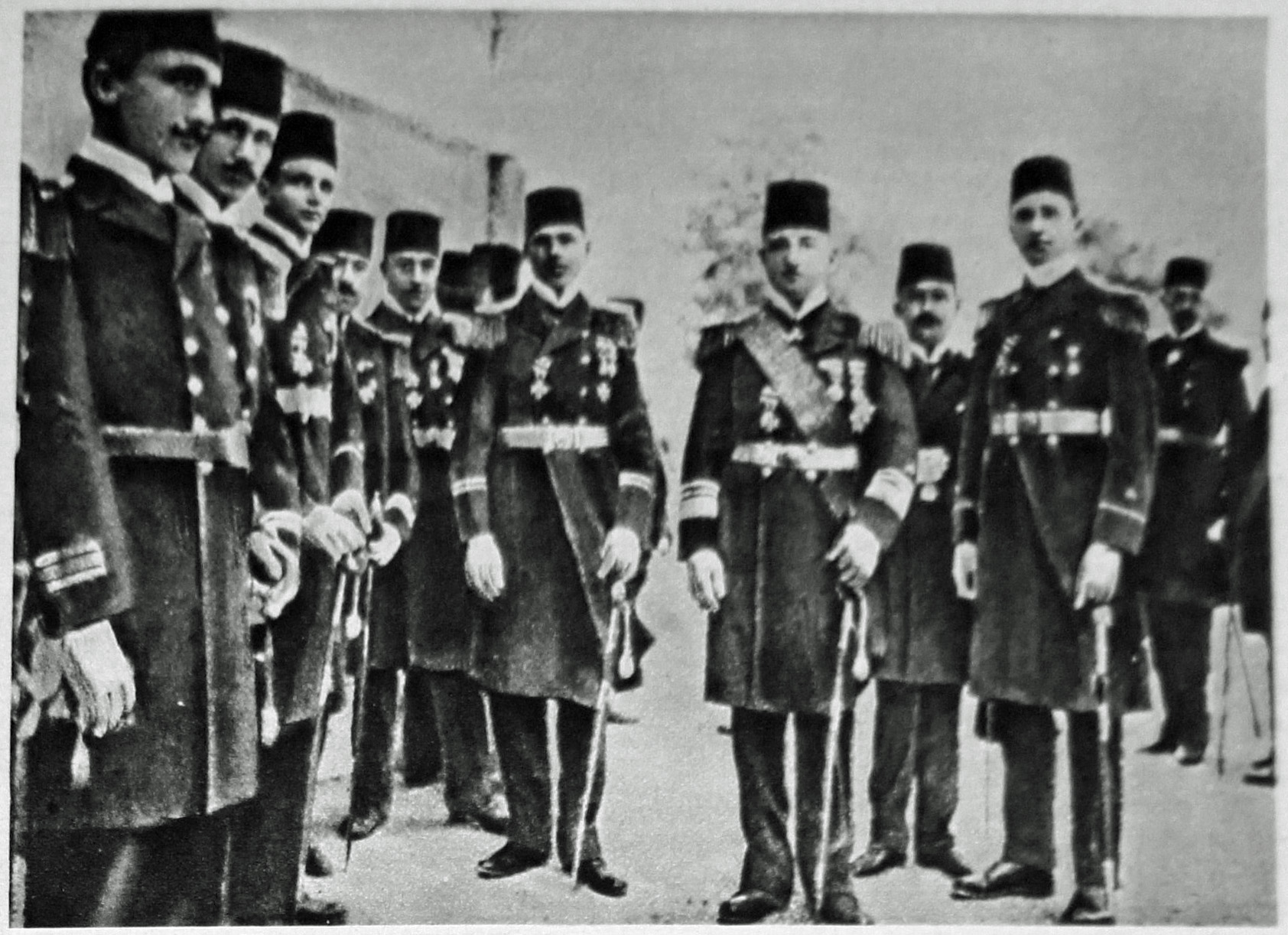
Wilhelm Souchon tengernagy és tisztjei török tengerészegyenruhában

A szeptember 12-13-ai, hétvégi tárgyalások során Enver pasa engedélyezte – az oroszok elleni fellépést tervező – Souchon tengernagynak, hogy a hajóival áthajózzon a Fekete-tengerre hadgyakorlatok végrehajtása céljából. A török haditengerészeti miniszter, Dzsemál pasa rájött Souchon terveire és szigorúan megtiltotta neki, hogy áthaladjon a Boszporuszon. A kabinet a következő napok során tárgyalta az ügyet és szeptember 17-én Enver pasa azt közölte Souchonnal, hogy a felhatalmazása a Fekete-tengeren való hadgyakorlatozáshoz vissza lett vonva. Az ingerült Souchon másnap partra szállt és Halim nagyvezírrel folytatott tárgyalásokat. Ezek során szemére vetette a kormányzatának „hitetlen és határozatlan viselkedését”, közben pedig azzal fenyegetőzött, hogy a saját kezébe veszi az ügyeket és úgy fog eljárni, ahogy azt „egy katonatiszt lelkiismerete diktálja”. Ezt követően követelte Enver pasától, hogy legalább a Breslau könnyűcirkálónak engedélyezze a Boszporuszban való hadgyakorlatozást néhány török romboló bevonásával. Souchon ettől azt remélte, hogy ezek a hajók harcba keveredhetnek az oroszok Fekete-tengeri Flottájával és ezzel bevonhatják az Oszmán Birodalmat a háborúba. Enver pasa megígérte, hogy mindent megtesz a kért hadgyakorlat érdekében amit csak tud.
Szeptember 24-én Souchont altengernaggyá léptették elő és megtették az török flotta főparancsnokává. Két nappal később Enver pasa elrendelte a Dardanellák lezárását a külföldi hajóforgalom előtt, anélkül, hogy ezt a tanácsadóival megtárgyalta volna. A lépés azonnali hatással bírt az orosz gazdaságra, mivel az ország kivitelének csaknem a fele a török tengerszorosokon keresztül bonyolódott.
Október 9-én Enver pasa azt közölte Wangenheim nagykövettel, hogy sikerült meggyőznie Mehmet Talat belügyminisztert és a képviselőház elnökét, Halil Menteşét, valamint hogy Dzsemál támogatásának megszerzését tervezi. Amennyiben ez nem sikerülne neki, úgy kormányválságot gerjesztene és egy háborúpárti kormányzatot állítana fel. Miután megszerezték Dzsemál támogatását is, a törökök arról értesítették a németeket, hogy azonnal háborúba vonulnak amennyiben két millió török lírát kapnak aranyban. A németek tudatában voltak annak, hogy az Oszmán Birodalomnak szüksége van erre a pénzre, hogy finanszírozni tudják a hadbalépésüket, ezért az ekkor még semleges Románián keresztül leszállították. Az utolsó részlet október 21-én érkezett meg. Az isztambuli orosz nagykövet, Mihail Nikolajevics von Giers informátorai révén tudomást szerzett a pénzmozgásról és a híreket továbbította Szergej Szazonov orosz külügyminiszter felé. Szazonov sejtette a törökök és a németek szándékait és figyelmeztette a szevasztopoli haditengerészeti vezetőket, hogy készüljenek fel egy támadásra. Október 21-én Kazimierz Kietliński tengernagy biztosította a külügyminisztert afelől, hogy a Fekete-tengeri Flotta teljes mértékben felkészült a harcra.
1914. október 22-én Enver pasa titkon számos tervet nyújtott át Wangenheimnek, hogy milyen módokon lehetne az Oszmán Birodalmat beléptetni a háborúba. A németek hozzájárultak az orosz haditengerészeti egységek elleni támadás tervéhez. Az utolsó pillanatban Talat and Menteşe meggondolták magukat és úgy vélték, Törökországnak meg kellene tartania az aranyat és emellett semlegesnek kell maradnia, bár Talat hamarosan ismét véleményt változtatott. Enver pasa felhagyott ama próbálkozásával, hogy a kormányzatot egységesen rábírja a hadüzenetre és arra jutott, hogy az oroszokat kell rávenni egy provokáció révén a hadüzenet küldésére. Ezt október 23-án közölte a németekkel és biztosította őket afelől, hogy megszerzi ehhez Dzsemál támogatását. A következő napon Enver pasa azt közölte Souchon tengernaggyal, hogy a flottával a Fekete-tengerre kell áthajóznia és támadást kell végrehajtania orosz hajók ellen, ha erre a „kedvező lehetőség magától kínálkozik”. Dzsemál ezután titokban parancsot adott a török tengerésztiszteknek arra, hogy szigorúan kövessék Souchon utasításait. Október 25-én Giers nagykövet azt az információt továbbította Szazanovnak, hogy a támadásra október 29-én kerül sor.

## A rajtaütések
Október 27-én a török flotta hadgyakorlat megtartása címén kihajózott a Fekete-tengerre. Enver pasa egy tengeri ütközetet szeretett volna látni, mely után az oroszokat agresszornak beállítva a török fél önvédelemre hivatkozhatott, de Souchon tengernagy orosz kikötők elleni közvetlen támadást tervezett. Később ezzel kapcsolatban úgy nyilatkozott, hogy a szándéka „a törökök háborúba kényszerítése volt, akár a saját akaratuk ellenére is.” A német csatacirkálónak, mely török szolgálatban a Yavuz Sultan Selim nevet kapta, két romboló és egy ágyúnaszád kíséretében Szevasztopolt kellett megtámadnia. Az immár Midilli névvel szereplő Breslau könnyűcirkálónak, a Hamidije védett cirkálóval és a Berk-i Satvet torpedócirkálóval Novorosszijszkot és Feodosziját kellett lőnie. További három rombolót küldtek Odessza megtámadására, de közülük az egyiknek a hajtóművének meghibásodása miatt vissza kellett fordulnia.
Az orosz tengerésztisztek azt az utasítást kapták, hogy konfrontáció esetén ne nyissanak elsőként tüzet a törökökre. Az orosz kormányzat ezzel nyilvánvalóvá szerette volna tenni minden kívülálló számára, hogy a törökök azok, akik az ellenségeskedést megkezdik.

### Odessza
Október 29-én röviddel hajnali 03:00 után a Muavenet és a Gairet rombolók Odessza kikötőjéhez érkeztek és 70 yard (60 m) távolságról torpedót lőttek ki a Donyec ágyúnaszádra, mely a találattól gyorsan elsüllyedt. Ezután hozzáláttak a kereskedelmi hajók, a rakpartok, öt olajtározó és egy cukorfinomító lövetésének.
A rombolók előbb végrehajtották ezt az akciót, mint ahogy Souchon azt tervezte és az oroszok így előre figyelmeztették Szevasztopolt és ott felkészülhettek a támadásra. Mire a csatacirkáló odaért, a partvédelmi ütegek már teljes harckészültségben várták.

### Szevasztopol
Röviddel 06:30 előtt a Yavuzról megpillantották Szevasztopolt és megközelítve a kikötőt 15 percen át lőtték azt. Eközben a csatacirkáló tűzharcot folytatott Georgij Pobedonoszec (pre-dreadnought) csatahajóval és a parti ütegekkel. A partvédelmi ütegek három nehézgránátja találta el a csatacirkálót mielőtt visszavonult volna. A kikötőbe tartó Prut aknarakót a saját legénysége elsüllyesztette, nehogy felrobbanjon az ellenséges tűzben. Mivel Szevasztopolban számítottak a Prut érkezésére, a kikötő körüli védelmi aknamezőt nem aktiválták előzőleg. Erre csak 20 perccel később került sor, mikorra a törökök már felhagytak a támadással. Három orosz romboló megpróbálta üldözőbe venni a visszavonuló ellenséget, de ezzel felhagytak miután a vezérhajót eltalálta egy gránát.

### Feodoszija

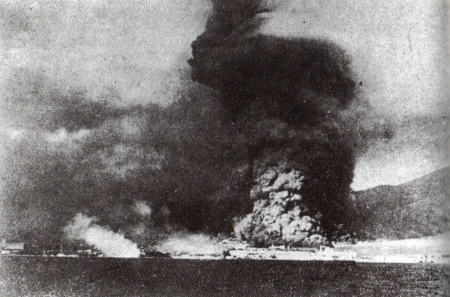
A Midilli (ex-Breslau) által lövetett Novorosszijszk kikötője lángokban

A szevasztopoli akcióval csaknem egyidőben a Hamidije megérkezett Feodoszija elé. Miután nem látták jelét fegyveres erők jelenlétének, egy német és egy török tiszt partra szállt és figyelmeztette a civil lakosságot a soron következő támadásra, majd két órával később tűz alá vették a kikötőt.

### Jalta
Feodoszija lövetése után a Hamidije lövette Jaltát is, több hombárt lángra lobbantva.

### Novorosszijszk
Röviddel 10:50 előtt a Berk-i Satvet a partra küldött pár embert, hogy figyelmeztessék a védtelen lakosságot a rövidesen bekövetkező támadásra. Hamarosan csatlakozott hozzá a Midilli is, mely előzőleg aknazárat telepített a Kercsi-szorosba. A Midilli összesen 308 lövedéket lőtt ki és több orosz gabonaszállítót elsüllyesztett, valamint elpusztított 50 olajtartályt. Visszaúton a Midilli megpróbálta elvágni a Szevasztopolt a bulgáriai Várnával összekötő tenger alatti távírókábelt, de nem járt sikerrel.

## A rajtaütések után
A rajtaütések után délután Souchon rádióüzenetet küldött Isztambulba, melyben azt állította, hogy orosz hadihajók „követték a török flotta minden mozdulatát és rendszeresen megzavarták a gyakorlatokat.” Miután az oroszoknak nem sikerült üldözőbe venniük a visszavonuló törököket, azok november 1-re visszatértek a hazai vizeikre. A török sajtó október 31-én számolt be az eseményekről azt állítva, hogy az oroszok a Boszporusz elaknásítását és a flottájuk elpusztítását tervezték előzetes hadüzenet nélkül, amit egy tengeri összecsapás után a török haditengerészetnek az orosz partok bombázásával kellett megtorolnia. A német katonatisztek csalódottak voltak a támadás korlátozott méretei miatt, amik végül több politikai, mint stratégiai jelentőséggel bírtak. Oroszország Fekete-tengeri Flottája nem szenvedett komolyabb károkat, a Donyec ágyúnaszádot is később kiemelték és újra szolgálatba állították.

### Következmények

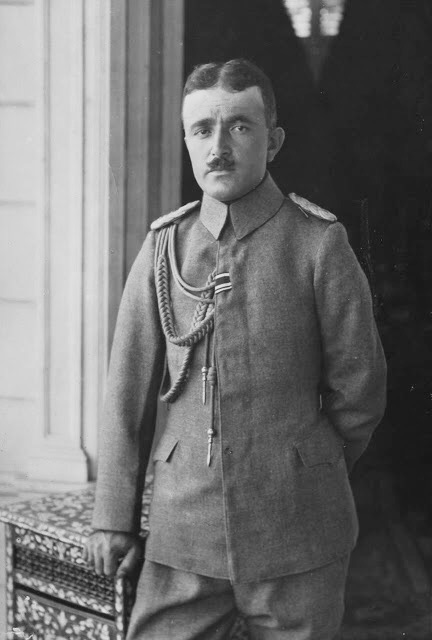
Enver pasa, a török hadügyminiszter

A rajtaütéseket egy kétnapos politikai válság követte. A török kormányzat számára nyilvánvaló volt, hogy Enver pasa hagyta a támadások végrehajtását. Amint az eseményeknek híre ment Isztambulban, a nagyvezír és a kabinet kikényszerítették Enver pasától, hogy Souchonnak tűzszüneti parancsot küldjön. Számos tisztviselő, köztük a nagyvezér lemondással fenyegetett tiltakozásul a rajtaütések miatt. Közülük négyen, köztük Dzsavid bej így is tettek később.
Bár sokan a kormányzatban úgy ítélték meg, hogy Oroszország megtámadása hasznos dolog lenne, de a kormányzaton belüli szolidaritást létfontosságúnak tartották és hamarosan megfogalmaztak egy bocsánatkérő levelet. Október 31-én Enver pasa értesítette a németeket a tervezett bocsánatkérésről és közölte, hogy nem tud ez ellen tenni semmit.
Az isztambuli viszonyokról alulinformált britek úgy vélték, hogy az egész török kormányzat a németek oldalán van és velük konspirál. A brit kormányzat emiatt ultimátumot küldött a törököknek azt követelve, hogy távolítsák el Souchon tengernagyot és német beosztottjait a pozícióikból és utasítsák ki a német katonai missziót, ami mintegy 2000 főt tett ki. A törökök a követelésnek nem tettek eleget. Október 31-én Winston Churchill, az admiralitás első lordja a saját kezdeményezésére utasította a földközi-tengeri brit haderőt, hogy kezdje meg tevékenységét az Oszmán Birodalommal szemben. Ez azonban nem kezdődött meg automatikusan, így a törökök nem tudták meg mi készülődik ellenük. Az orosz külügyminiszter visszahívta Giers nagykövetet Isztambulból.
Eközben Enver pasa még mindig attól tartva, hogy az oroszok elfogadják a török bocsánatkérést, úgy döntött közbeavatkozik. Épp mielőtt a bocsánatkérő üzenetet elküldték volna, beillesztett a szövegbe egy passzust, mely az oroszokat vádolta a konfliktus kirobbantásával. Az üzenet november 1-én érkezett meg Szentpétervárra. Szazonov egy ultimátummal felelt rá, melyben a német katonai misszió kiutasítását követelte. Ezt a törökök azonban visszautasították.
Ugyanezen a napon a földközi-tengeri brit erők Churchill parancsait végrehajtva török kereskedelmi hajókat támadtak meg Szmürna előtt. Aznap éjjel a török kabinet ülésén a nagyvezír vezette háború ellenes frakció kénytelen volt elismerni, hogy a birodalom hadban áll és nem sokat tehettek annak érdekében, hogy elkerüljék  a konfliktust. Az oroszok 1914. november 2-án hadat üzentek Törökországnak. Andrej Eberhardt tengernagy azonnal elrendelte a Fekete-tengeri Flottának a török támadás megtorlását és november 4-én orosz hajók lövették Zonguldakot.
Még az orosz támadás előtti napon, november 3-án brit hajók lövették a Dardanellák külső erődítményeit. Két nappal később az Egyesült Királyság a hadüzenetét „kiterjesztette az Oszmán Birodalomra” hasonlóan Franciaországhoz. Ezen támadások miatt Nagy-Britanniában úgy ítélték meg, hogy Churchill vonta be az Oszmán Birodalmat a háborúba. A brit miniszterelnök Lloyd George még sokáig így vélekedett. Churchill a törökökkel való konfliktus előnyeit propagálta, kiemelve a Közel-Keleten kínálkozó területszerzési lehetőségeket, aminek ígérete végső soron hozzájárult Olaszország és Görögország hadba lépéséhez az antant oldalán. A török kormányzat hivatalosan november 11-én üzent hadat az antantnak. Három nappal később V. Mehmed oszmán szultán dzsihádra szólította fel a szunnita és síita muzulmánokat a nyugati hatalmak ellen.

## Fordítás
- Ez a szócikk részben vagy egészben  a   Black Sea Raid című angol Wikipédia-szócikk ezen változatának fordításán alapul.  Az eredeti cikk szerkesztőit annak laptörténete sorolja fel. Ez a jelzés csupán a megfogalmazás eredetét és a szerzői jogokat jelzi, nem szolgál a cikkben szereplő információk forrásmegjelöléseként.

### Felhasznált irodalom
Angol nyelvű szócikk megadott forrásai.
- Russia at War: From the Mongol Conquest to Afghanistan, Chechnya and Beyond. ABC-CLIO (2014). ISBN 978-1-59884-948-6
- Erickson, Edward J.. Ordered to Die: A History of the Ottoman Army in the First World War, illus., Contributions to the Study of American Literature, Greenwood Publishing Group (2001). ISBN 978-0-313-31516-9
- Fromkin, David. Peace to End All Peace: The Fall of the Ottoman Empire and the Creation of the Modern Middle East. Macmillan (2010). ISBN 978-1-4299-8852-0
- Gingeras, Ryan. Fall of the Sultanate: The Great War and the End of the Ottoman Empire 1908–1922, illus., The Greater War, Oxford University Press (2016. március 24.). ISBN 978-0-19-967607-1
- Halpern, Paul G.. A Naval History of World War I. Naval Institute Press (2012. október 11.). ISBN 978-1-61251-172-6
- The Origins of World War I. Cambridge University Press (2003. február 24.). ISBN 978-1-107-39386-8
- The Great Powers and the End of the Ottoman Empire. Routledge (2005). ISBN 978-1-135-77799-9
- Kieser, Hans-Lukas. World War I and the End of the Ottomans: From the Balkan Wars to the Armenian Genocide. I. B.Tauris (2015. szeptember 28.). ISBN 978-0-85772-947-7
- McMeekin, Sean. The Berlin-Baghdad Express, illus. repr., Harvard University Press (2012. május 7.). ISBN 978-0-674-05853-8
- McMeekin, Sean. The Ottoman Endgame: War, Revolution and the Making of the Modern Middle East, 1908–1923, illus., Penguin (2015). ISBN 978-1-59420-532-3
- McMeekin, Sean. The Russian Origins of the First World War. Harvard University Press (2011). ISBN 978-0-674-06320-4
- Miller, Geoffrey: Turkey Enters the War and British Actions. www.gwpda.org . Great War Primary Document Archive, 1999. (Hozzáférés: 2016. augusztus 1.)
- The New York Times Current History of the European War (1917). OCLC 11258754
- Sondhaus, Lawrence. The Great War at Sea: A Naval History of the First World War, illus., Cambridge University Press (2014. augusztus 27.). ISBN 978-1-107-03690-1
- World War I: The Definitive Encyclopedia and Document Collection: The Definitive Encyclopedia and Document Collection, rev, illus., ABC-CLIO (2014). ISBN 978-1-85109-965-8